# La Marquise de Trevenec

La Marquise de Trevenec est un film muet français réalisé par Henri Fescourt et sorti en 1913.

## Fiche technique
- Réalisation : Henri Fescourt
- Format : Noir et blanc — film muet
- Genre : Court métrage
- Date de sortie : France : 1913

## Distribution
- Saturnin Fabre
- Georges Coquet
- Madeleine Soria
- Gaston Rieffler